# Battambang (provins)
Battambang är en provins i Kambodja. Den ligger i den västra delen av landet, 250 km nordväst om huvudstaden Phnom Penh. Antalet invånare är 1 036 523. Arean är 11 702 kvadratkilometer. Battambang gränsar till Banteay Meanchey.
Terrängen i Battambang är varierad.
Battambang delas in i:
- Svay Pao
- Sangkae
- Moung Ruessei
- Srŏk Thmâ Koŭl
- Srŏk Bâvĭl
- Srŏk Rotanak Mondol
- Srŏk Sâmlot
- Srŏk Banăn
- Srŏk Âk Phnŭm

Följande samhällen finns i Battambang:
- Battambang